# Bauernheim
Bauernheim ist der kleinste Stadtteil von Friedberg (Hessen) und im hessischen Wetteraukreis.

## Name
Die Herkunft des Namens Bauernheim ist bis heute umstritten. Es gibt hierzu zwei mögliche Theorien. Die erste besagt, dass ein früherer Grundherr namens Buro große Teile Bauernheims besaß und sich dadurch die Bezeichnung „Hof des Buro“ ergab. Zusammen mit der gängigen Endung -heim ergab sich dann der Name Buroheim und daraus Bauernheim. Die zweite Theorie richtet sich nach der Tatsache, dass Bauernheim schon immer ein Landwirtschaftsort war und, vor allem früher, hauptsächlich aus Bauern bestand. Hierbei bildet sich der Name aus dem Heim der Bauern.

## Geographie

### Geographische Lage
Bauernheim liegt am nordöstlichen Rand der Gemarkung Friedberg in der Wetterau.
Sie erreicht eine Höhe von 166,6 Meter NHN und wird westlich des Dorfes von der Wetter durchzogen. Im Nordwesten verläuft die Gemarkungsgrenze entlang des Hechtgrabens und wird dort teilweise durch ihn begrenzt.
Das Dorf liegt an einem Hang, welcher an seiner oberen Baugrenze einen weiten Blick über Ossenheim und den südlichen Ausläufer des Wetteraukreises bis zur Skyline der Stadt Frankfurt am Main ermöglicht.

### Nachbargemeinden
Die Gemarkung grenzt im Norden und Westen an Dorheim, im Osten an Dorn-Assenheim sowie im Südosten an Nieder-Florstadt und im Süden an Ossenheim sowie im Südwesten an Friedberg-Fauerbach.

### Geologie
Bauernheim befindet sich in der Ost-Senke der Wetterau und somit im Horloffgraben,
dessen Entstehung im Perm begann.
Durch Meeres- und Süßwasserflutungen der hessischen Senke kam es in seiner östlichen Verteilung zu Muschelkalk- sowie tonig-sandige Ablagerungen.
Zu dieser Zeit entstand auch die oberhessische Braunkohle.
In dem etwa fünf km breiten Horloffgraben, welcher durch tektonische Vorkommnisse einbrach, findet man ca. 50 m mächtige Sedimente des oberen Pliozäns. Unter der Braunkohle liegen teils frühpliozäne Basalte und toniger Basalt-Zersatz. Über der Braunkohle befinden sich Tone des obersten Pliozäns von 15–20 m Mächtigkeit.
Im Pleistozän wurde über das gesamte Gebiet Löss abgelagert, im Holozän kamen Schlicke und Auelehm in den Tälern zur Ablagerung, die noch heute das Oberflächenbild der Wetterau bestimmen.
Die Bauernheimer Gemarkung hat eine relativ stark ausgeprägte Reliefenergie: Die Wetter, die durch den Westteil der Gemarkung fließt, hat ein breites, flaches Tal geschaffen, dem im Osten der Gemarkung ein Teil des großen, hoch gelegenen Plateaus entgegensteht, die beide durch eine (im Norden der Gemarkung recht steile, im Süden gemächlicher absteigende) Geländeabdachung verbunden sind.
Bauernheimer Schichten
Als Bauernheimer Schichten wird die für die Bauernheimer Gemarkung charakteristische Schichtenfolge im Boden bezeichnet. Früher bezeichnete man die Folge: „Gradn“, Kies, „Letten“ und Ton mit Braunkohle (eingeordnet unter „Södeler Rundschotter“ und „Nauheimer Kantkies“) als Bauernheimer Schichten.
Bei der geologischen Neukartierung um 1976 erhielt dieser Fachbegriff eine neue Definition:
Die bei Bauernheim entstehenden Gesteine werden als das Hangende der Basalte angesehen, was durch die ihnen enthaltenen Mikrofloren belegt wird... Es sind Tone, Schluffe und Feinsande von weiß- bis dunkelgrauer oder gelblich-bräunlicher Farbe. Darin eingeschaltet finden sich Kohleflözchen, die örtlich zu größerer Mächtigkeit anschwellen und im Blattbereich an vier Stellen bauwürdig angereichert werden... Neben Braunkohle kommen gröbere Sand- und Fein- bis Mittelkieslagen als Einschaltung in den Bauernheimer Schichten vor, insbesondere abgerundete Quarze. Selten sind zersetzte Basalt- oder Bauxitgerölle eingelagert, die wohl der örtlichen Unterlage entstammen... Sand- und Kieslagen wurden auch in zahlreichen der auf Braunkohle abgeteuften Bohrungen... angetroffen, vor allem SW, S und SE Beienheim und im Gebiet des alten Bauernheimer Bergwerks im Biengrund, und zwar oft in Bohrungen, in denen keine Kohle vorkam. Wenn sie im Zusammenhang mit Kohle angetroffen werden, lagen die grobklastischen Einlagen teils über, teils unter der Kohle oder zwischen mehreren Flözen.

### Klima
Durch die geschützte Senkenlage, auch zum westlich liegenden Taunus hin, werden die kalten Winde geschwächt. Die warmen Süd- und Südwestwinde hingegen strömen ungehindert ein und auch die Erhebung vom Meeresspiegel bewirkt dabei ein mildes Klima.
Mit seiner Lage befindet sich die Gemarkung Bauernheim im Klimabezirk Südwest-Deutschland. Dabei ist sie Teil des Übergangsgebiets zwischen dem Norddeutschen-, dem Mittel- und Süddeutschen Raum.
In der 220 bis 235 Tage andauernden Vegetationsperiode herrscht eine Temperatur von 15 bis 16 °C. Die mittlere Jahrestemperatur liegt bei 9 °C.
Mit einer Temperatur von 0 °C ist der Januar der kälteste, mit 18 °C der Juli der heißeste Monat im Jahr.
Zur Apfelblüte beginnt der Frühling meist zwischen dem 21. und 28. April.
Im Mittel gibt es 170 bis 190 frostfreie Tage im Jahr.
Man zählt insgesamt 30 Sommertage und weniger als 80 Frosttage.
Die Niederschlagssumme beträgt durchschnittlich 550 mm Niederschlag (550 l/m²), wovon 160 mm in der Vegetationsperiode (Mai bis Juli) abfallen.
Der Niederschlag verteilt sich auf die Monate wie folgt:
Januar: 40 mm, Februar: 30 mm, März: 30 mm, April: 30 mm, Mai: 40 mm, Juni: 40 mm, Juli: 60 mm, August: 40 mm, September: 50 mm, Oktober: 50 mm, November: 40 mm, Dezember: 50 mm.
Die Extremwerte im Juli und August kann man auf die zu dieser Zeit häufigen Gewitter zurückführen.
Verglichen mit anderen Gebieten ist dieses sehr trocken. Man spricht in der Wetterau deshalb gelegentlich auch von trockenen Sommern. Für die Wetterau wurde ein Trockenheitsindex von 25–30 im Jahr errechnet.
An 160 bis 170 Tagen fällt mindestens 0,1 mm Regen, an 20 bis 30 Tagen Schnee mit 0,1 mm Niederschlag.

## Geschichte

### Frühgeschichte
Es ist anzunehmen, dass aufgrund der günstigen klimatischen Bedingungen und der großen gegebenen Fruchtbarkeit schon in der Altsteinzeit, zu Zeiten der Neandertaler, Homo in der Wetterau lebten. Bewiesen werden konnte das jedoch noch nicht.
Der Nachweis über frühes Leben in Bauernheim wurde durch den Fund eines Keramikbechers am Eselspfad, in einer im vergangenen Jahrhundert aufgedeckten Jungsteinzeitlichen Wohngruppe, erbracht. Bei dem Fundstück handelt es sich um einen von Schnurkeramikern angefertigten Becher mit einer Verzierung in Form von fischgrätenartig geordneten Hölzchenabdrücken. Die Schnurkeramiker lebten in der Kupferzeit um 2000–1800 v. Chr. Über das Auftreten verschiedener Kulturvölker wie Bandkeramiker kann kein Nachweis erbracht werden.
Vor 1926 wurden auf dem Flurstück Das alte Bergwerk zwei Funde gemacht. Dabei handelt es sich um zwei offene Bronzearmringe, wobei auch ein Stück eines Eisenringes geborgen wurde.
Die Fundstücke lassen sich auf die ältere Hallstattzeit um 700–600 v. Chr. zurückführen.
In der Zeit, in der in Friedberg ein römisches Militärlager errichtet war, wurde vermutlich auf dem Gebiet Bauernheims eine Villa rustica betrieben. Das würde zu dem zufällig im August 1975 gefundenen römischen Kellerrest passen. Eine Villa rustica ist ein Landgut, mit dem Landwirtschaft betrieben wurde, um Nahrungsmittel zu erzeugen, die dann womöglich nach Friedberg oder zu anderen Feldlagern gingen. Die Hanglage mit dem Wasserlieferanten Wetter ist eine gute Voraussetzung für eine römische Besiedlung.
Die Alamannen eroberten um 260 das vom Limes eingeschlossene Gebiet und ließen sich dann in alten römischen Anlagen nieder. Das taten sie, bis sie anfingen, im 4. Jahrhundert das Gebiet um den alten Anlagen herum zu besiedeln. Es könnte sein, dass Alamannen in der Bauernheimer Villa rustica sesshaft wurden.
Um 500 begann eine fränkische Landnahme und Kolonialisierung der Wetterau, wodurch auch Franken sich damals in Bauernheim hätten ansiedeln können. Außerdem gab es in der Zeit die Anfänge von Christianisierung und einer Kirchenorganisation.

### Mittelalter
Die erste urkundliche Erwähnung Bauernheims erfolgte in der Beatus-Urkunde, welche zum 21. Juni 778 ausgestellt wurde. Mit diesem Dokument schenkte der Abt Beatus von Honau nebst sieben anderen die Kirche in Bauernheim seinem iroschottischen Kloster Honau. 884 waren bis auf die Kirche in Bauernheim und Mainz alle anderen dem Kloster Honau bereits wieder verloren gegangen.
Von 836 bis 1036 beherrschten die Konradiner die Wetterau. Der letzte hieß Konrad von Hammerstein und starb zum Ende dieses Zeitraumes. Durch Heinrich III. gelangte die Grafschaft Malstatt, Teil der früheren Wettereiba (einem Gebiet, das über die heutigen Grenzen der Wetterau hinausreichte) an die Familie der Grafen Nürings. Den Namen erhielt die Grafschaft durch die Bauernheimer Gerichtsstätte, die ebenfalls Malstatt heißt.
Im Jahr 1043 übertrug Heinrich III. die Grafschaft an das Kloster Fulda.
Obwohl bis 1131 einige Teile der östlichen Grafschaft verloren gingen, ist aufgrund der Ortsbestimmung von Fauerbach bei Friedberg im Grafschaftsgebiet auszugehen, dass auch Bauernheim zu dieser Zeit noch Teil von Malstatt war.
Durch verschiedene Schenkungen höchsten Adels kam das Geschlecht von Arnsburg in den Besitz von Land in der Bauernheimer Gemarkung, von dem Mathilde von Arnsburg im Jahr 1093 8 Mansen an das St. Alban Kloster in Mainz verschenkte.
Aufgrund des Expandierens des Herrschaftsgebiets der Hagen-Arnsburg erhielten diese eine Machtposition, welche sie veranlasste, die Burg Münzenberg zu bauen, nach der sie sich auch um 1165 umbenannten. Im dritten Viertel des 12. Jahrhunderts bauten sie in Assenheim eine Turmburganlage, wodurch später dort auch eine Herrschaft entstand. Diese Herrschaft Assenheim, zu der auch Bauernheim gehörte, ging an die Münzenbergischen Erben der Falkensteiner. Ob von den Münzenbergern oder ihren Nachfolgern die westlich des Ortes gelegene und längst wieder abgegangene kleine Burg Bauernheim erbaut wurde, ist unbekannt, da sie urkundlich nie erwähnt wurde. Da die Hanauer aber auch an der Regierung beteiligt waren, kam es zu Streitigkeiten, die später sogar in den von Hanauern gegen die Falkensteiner geführten Reichskrieg um 1364 bis 1366 (Falkensteiner Fehde) ausuferten, welcher 1366 mit einem Ausgleichsfrieden beendet wurde.
Die Streitigkeiten hörten erst gegen Ende des 14. Jahrhunderts auf, als die von Falkenstein das Landgericht gen Assenheim mit dem Hauptort Nieder-Wöllstadt und u. a. den meisten Ortsteilen des heutigen Friedberg (darunter Bauernheim) kauften.
Nach dem Aussterben der Linie Falkenstein wurden die Besitztümer unter den Erben zwar aufgeteilt, aber gemeinsam verwaltet. Die Erben waren Dieter von Isenburg-Büdingen und Gräfin von Sayn, welche u. a. Bauernheim kurzfristig im Jahr 1424 an den Deutschen Orden verpfändete. 1426 bis 1429 wurde Frank von Cronberg der Jüngere vom Deutschordenshaus zu Sachsenhausen als Amtmann für Bauernheim und andere Dörfer eingesetzt.
1433 ging Bauernheim dann zusammen mit Nieder-Wöllstadt, Fauerbach, Ossenheim und Rechten in Büdesheim an das Geschlecht von Sayn. Nach mehreren Verpfändungen ging Bauernheim schließlich zum Oktober 1458 an Frank von Cronberg den Reichen.

### Neuzeit
Nach dem Tod Franks des Reichen ging die Gemarkung Bauernheim an die Grafen zu Solms und blieb bis 1806 unter Solmser Herrschaft. Im Jahr 1548 führten die Grafen zu Solms in Bauernheim die Reformation ein, so dass bis heute die evangelische Kirchengemeinde besteht.
Im Jahr 1548 spaltete sich zudem eine Linie Solms-Laubach von den Solms-Lich ab, woraus 1623 die zu Solms-Rödelheim entstanden.
Nachdem diese Linie 12 Jahre später wieder ausstarb, wurde erneut eine neue Linie gegründet, die zu Solms-Rödelheim und Assenheim, welche bis heute existiert.
Durch den französischen Revolutionskrieg kam es zu territorialen Umgestaltungen, wodurch 1803 geistliche Grundherrschaften aufgelöst wurden. Dadurch fiel den Kurmainzern und auch Frankreichs Verbündeten, den Landgrafen von Hessen-Darmstadt, mehr Besitz zu.
Weitergehend führte Napoleons Besatzung dazu, dass Bauernheim und andere Ländereien ab 1816 zum Großherzogtum Hessen gehörte.

#### Rolle Bauernheims bei den Koalitionskriegen
Bauernheim war Teil des Austragungsortes einer Schlacht bei den Koalitionskriegen, bei der eine österreichische Streitkraft, welche vermutlich die Franzosen in Mittelhessen angriff, sich aufgrund zahlenmäßiger Unterlegenheit vor den Franzosen zurückziehen musste. Dabei wurde die österreichische Armee aufgeteilt, wobei sich ein Teil über Wetzlar – Butzbach – Friedberg – Vilbel bewegte.
Am 10. Juli 1796 gelang es französischen Truppen, die Österreicher zu umgehen, und sie besetzten Homburg vor der Höhe. Ein linker Flügel kam über Bingenheim Richtung Bauernheim und verschloss den Österreichern dort den Weg. Ihre 6 Grenadierbataillone und 8 Husareneskadronen hielten die Höhen von Niedermörlen. Als immer sicherer wurde, dass sie eingekesselt werden, verschanzten sie sich in Ossenheim und Bauernheim, um den Franzosen zuvorzukommen.
Ihre Truppen griffen daraufhin die beiden Dörfer an und konnten ihre Feinde zum Rückzug zwingen, der aufgrund der Reiterei geordnet nach Bruchenbrücken und Assenheim stattfand. Aufgrund schlechter Artillerieunterstützung vermochten die Franzosen allerdings vorerst nicht, mit ihren 9 Füsilierbataillonen und 8 Eskadronen die Österreicher dort zu schlagen. Das geschah erst, als die Artillerie sich neu ausrichtete.
Die Höhe hinter den Orten konnte gehalten werden, bis die letzten Verteidiger der beiden Mörlen und Friedberg nach Süden abgezogen waren.

#### Bauernheim im Großherzogtum Hessen
Als Bauernheim 1806 dem Großherzogtum Hessen einverleibt wurde, zählte man 105 Einwohner.
Durch die Folgen eines Aufstandes im Jahr 1830 kam es zur Entstehung des Kreises Friedberg.
Nachdem es im Jahr 1846 zu einer Missernte kam, welche eine allgemeine Unzufriedenheit unter der Bevölkerung hervorrief, kam es zu Unruhen und Aufständen in ganz Deutschland. In Bauernheim ging man friedvoller mit der Bitte um, dass die ihnen zugesicherten Rechte sowie die Einstellung einiger bestehenden Prozesse. Am 13. März 1848 besuchte eine Deputation aus Bauernheim die Solms-Rödelheimsche Kanzlei und bat mit höchsten Anstandsbemühungen um die Erlangung von Zugeständnissen. Es wurde deutlich, dass die Bauernheimer abgespeist wurden, auch weil sie sich demütig und scheuend gaben, wobei andere Gemeinden, welche nicht so subtil auftraten, alles bekamen, was sie verlangten. Mit ein Grund war, dass Bauernheim, welches auf seiner Gemarkung ein gräfliches Kohlebergwerk besaß, damit einen Vorteil gegenüber anderen habe.
Nach einer Zeit wurden dann wieder Bauernheimer entsandt, die mit deutlicher Bestimmtheit ihr Begehren durchsetzen sollten. Mit der Begründung, dass das Bergwerk durch Gesetzesänderungen existenzgefährdet sein könnte, gelang es ihnen nach zeitweisem Scheitern der Verhandlungen Zugeständnisse zu erlangen, welche den Bauernheimern u. a. Schadensersatz für Schäden aus dem Braunkohlebergwerk zusicherte.
Als der Preußenkönig dann die Kaiserkrone ablehnte, scheiterte damit das gesamte Verfassungswerk der Paulskirche. Die amtliche Verkündung der Reichsverfassung sorgte wieder für einen Aufstand, der allerdings mit hessen-darmstädtischen Regimentern niedergeschlagen wurde.
Nachdem das Staatssystem die Märzminister entlassen hatte, versuchten dann viele Standesherrschaften die in der Märzrevolution vergebenen Zugeständnisse wieder aufzuheben, so auch in Bauernheim.
Der am 13. November 1850 in Friedberg aufgenommene Prozess „Gräfliches Haus Solms-Rödelheim contra Gemeinde Bauernheim“ wurde 1853 durch einen Vergleich abgeschlossen, der zu Gunsten Bauernheims ausfiel. Es sollten nämlich die Bergwerks-Grundstücke nach deren Verhüttung wieder aufwandslos in den Besitz der Gemeinde übergehen.

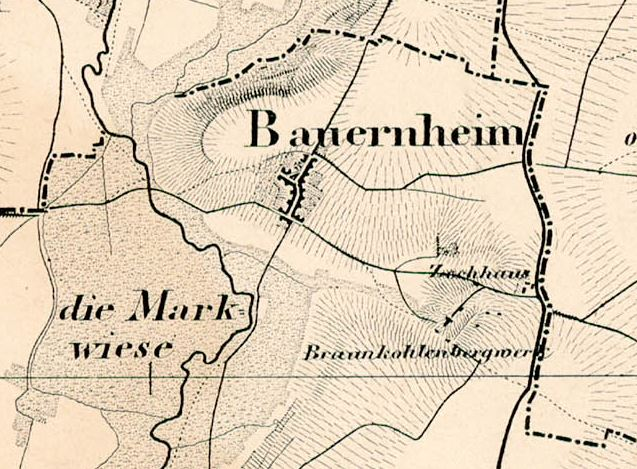
Kartendarstellung Bauernheims um 1850
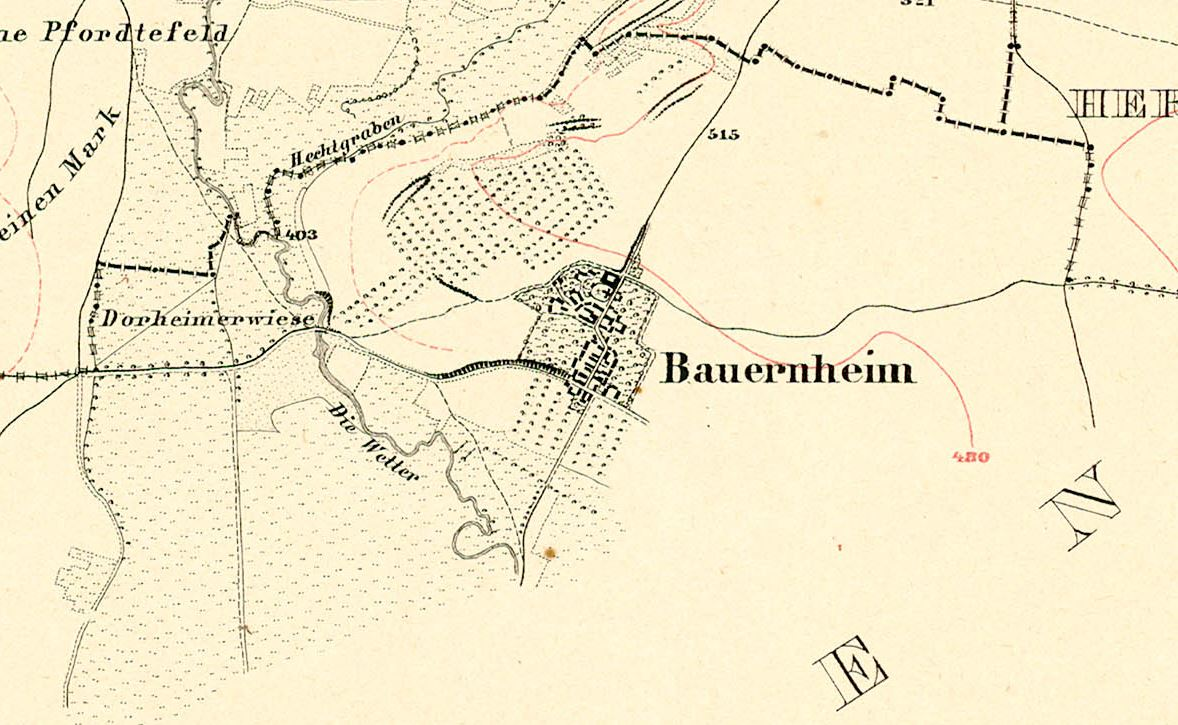
Genauere Kartendarstellung um 1861

#### Niederschriften eines Pfarrers um 1858
Der Pfarrer Buchhold der gemeinsamen Pfarrei Bauernheim-Ossenheim schrieb im Jahre 1858 einige Fakten nieder. Danach zählte Bauernheim zu dieser Zeit mit dem Bergwerk 237 Einwohner, welche auf 37 Familien aufgeteilt in 31 Wohnhäusern lebten, sowie dass Bauernheim seit dem 1. Januar 1855 eine eigene Schule mit einem Lehrer, gebürtig aus Basdorf bei Vöhl, hatte.
Im Jahr 1858 gab es eine außergewöhnliche Trockenzeit, welche die Futterpreise so sehr ansteigen ließ, dass man sich für das Geld schon fast das Stück Land kaufen konnte, auf dem das Futter produziert wurde.
Im Sommer und Herbst des Jahrs 1861 gab es in der gesamten Wetterau eine Feldmausplage.
Sie richteten großen Schaden an Feldern und Wiesen an, wodurch sie im Herbst wie geackertes Feld aussahen. Obgleich Tausende von ihnen gefangen und getötet wurden, nahm ihre Zahl nicht sichtlich ab. Ein damals gebräuchliches Mittel war das Legen von Phosphor vergiftetes Weizen in die Mäuselöcher und ihr Schließen. Im Winter ging der Feldmausbestand größtenteils zu Grunde.
1861 zählte Bauernheim 247 Einwohner in 35 Häusern, wovon 26 in den zwei Wohnhäusern des Bergwerks wohnten.
Am 15. Juni 1862 wurden die Bauernheimer Konfirmanden erstmals getrennt von den Ossenheimern in der heutigen Michaeliskirche konfirmiert. Im Herbst 1863 schafften sieben Ossenheimer Landwirte eine neuartige Dampfdreschmaschine an, welche auch in Bauernheim und anderswo eingesetzt wurde.
Im Juli 1870 brach der Deutsch-Französische Krieg aus, an dem drei Bauernheimer teilnahmen.
Sie kamen unversehrt zur Heimat zurück. Zu Zeiten des Krieges wurde in Bauernheim ein allgemeiner Buß- und Bettag angeordnet. Ab Mitte August gab es auch zwischen Ossenheim und Bauernheim abwechselnde Betstunden, bei denen der Herr um einen ehrenvollen Sieg angefleht wurde.
Zum Andenken an den wiedererlangten Frieden wurde am 29. März 1871 eine Linde auf dem alten Kirchhof gepflanzt, auf dass sie künftige Generationen erinnere, dass der Herr Großes an uns und an dem ganzen deutschen Vaterlande getan hat.

### Jüngere Geschichte
Im Herbst 1909 wurde eine Wasserleitung angelegt. Sie kommt von Dorheim als Leitung der Ortsgruppe C der Gruppenversorgung Bad Nauheim. Sie geht über Ossenheim hinter das Ossenheimer Wäldchen, wo es ein größeres Reservoir mit Wasser gab, dem man eine gute Qualität nachsagte.
Im Ersten Weltkrieg fielen zahlreiche Bauernheimer. Nach Kriegsende sollte auch Hessen seinen Weg zur Demokratie und damit aus der Adelsherrschaft beschreiten.
Wie in ganz Deutschland gab es auch in Bauernheim zu Zeiten der NSDAP mehrere Gruppierungen und Organisationen mit nationalsozialistischem Grundsatz. So gab es Parteiversammlungen und Umzüge, bei denen sich die Leute mit braunen Uniformen kleideten.
Die Kinder wurden in der Zeit zusätzlich aufgrund der Indoktrinationsbemühungen der Reichsregierung auch nach dessen Überzeugungen erzogen.
Auch im Folgenden Zweiten Weltkrieg fielen Bauernheimer.

### Nachkriegszeit ab 1945
Weil es in Bauernheim weder Kriegsverbrecher gab, noch zum damaligen Zeitpunkt gibt, interessierten sich die US-amerikanischen Soldaten bei ihrer Offensive nicht wirklich für das Bauerndorf. Sie kamen mit ein paar wenigen Geländewagen in das aus Vorsicht mit weißen Fahnen geschmückte Dorf. Weil ein paar Bauernheimer erkannten, dass die Absicht von wenigen geflohenen deutschen Soldaten, die Amerikaner anzugreifen, eine irrsinnige Idee war, baten sie die Alliierten darum, wieder weiter zu ziehen. In Bauernheim kam bei der Befreiung niemand zu Schaden. Die damalige Verwaltung wurde abgesetzt und durch eine kommissarische ersetzt.
Die Bauernheimer waren mit ihrem ganzen Vieh und Gärten im Vergleich zu den Städtern ziemlich unabhängig und damit von der allgemeinen Nahrungsmittelknappheit nicht so sehr betroffen, doch fehlte es an Luxusartikeln. Es wurde schwarzgebrannt und auch Tabak angebaut, welcher aufgrund des falschen Bodens und Klimas eine zweifelhafte Qualität hatte und deshalb auch Scheuerbambeler genannt wurde.
Nachdem der Gemeinderat von Bauernheim sich am 13. Februar 1946 selbst einstimmig für gültig erklärt und der damalige Bürgermeister Keller dann ziemlich bald sein Amt niedergelegt hatte, wurde August Walther zum Bürgermeister gewählt. In nachfolgenden Gemeinderatssitzungen kam dann immer wieder das Thema um eine Erschließung von Neubaugebieten ins Gespräch, da die Einwohnerzahl aufgrund der Aufnahme von Flüchtlingen, größtenteils aus dem Sudetenland oder Ostpreußen stammend, deutlich anstieg. Nach dem Amtlichen Verzeichnis dieser Zeit sind im ersten Nachkriegsjahr 120 Personen zugezogen, wodurch die Einwohnerzahl auf 357 stieg.
Nach einiger Zeit verließ ein Großteil der 120 Flüchtlinge Bauernheim wieder.
Es gab in Bauernheim zwei Bäcker, wovon einer von seiner ausgebombten Bäckerei aus Fauerbach zuzog. Dieser Bäcker hatte damals wohl seinen Kunden Hefe wegen des Papiermangels in Gemeindeakten verpackt, auf die er durch seinen gemieteten Raum im alten Feuerwehrhaus Zugriff hatte, wodurch diese einzigartigen Dokumente zum Teil zerstreut und vernichtet wurden.
Ersetzt wurde er im September 1948 von dem Wohnbacher Hugo Bommersheim.
Am 3. August 1950 wurde eine neu gebaute Straße im Süden Bauernheims mit Ossenheimer Straße benannt. Die neue Straße Am Junggarten (heute: Im Junggarten) wurde am 13. Juni 1951 benannt.
Die Kanäle im alten Ortsbereich wurden im Winter 1952/53 erbaut. Im Jahr 1954 erhielt zudem die Kreisstraße vom Kreuzbaum bis zu alten Gaststätte Schäfer eine Asphaltierung.
Nach dem Entwurf des Architekten Wilhelm Rühle sollte auf Beschluss der Gemeindevertreter im Februar 1954 der Schulhausneubau durchgeführt werden. Die Kosten dafür beliefen sich auf 110000 DM, und der Bau dauerte ein Jahr. Im Sommer 1955 begann die Bebauung der damaligen Schulstraße (heute Am Park) auf dem eben erst gekauften Gelände In der Eller. 1957 wurde der östliche Teil der Ossenheimer Straße bebaut.
Bis zum Februar desselben Jahres wurde vom Überlandwerk Friedberg eine neue Straßenbeleuchtungsanlage installiert.
1958 wurde das alte Kriegerdenkmal fundamental umgearbeitet und südwestlich der Kirche aufgestellt. Im Herbst 1962 schloss die Flurbereinigung ab. Im Zuge dessen konnte die Gemeinde auf dem Flur Hinter der Eller ein großes Grundstück für eine nachfolgende Bebauung reservieren.
Am 28. Februar 1963 legte der Bürgermeister einen Entwurf des Bauernheimer Gemeindewappens dem Innenministerium vor, welches dieses aber nicht genehmigte. Das Wappen ist eine absolute Neuschöpfung, da es so etwas vorher in Bauernheim nicht gab.
Im Jahr 1964 konnte dank Zuschüsse von Land und Landkreis der Spielplatz Hinter der Eller eingerichtet werden. Dieser kostete 15029,98 DM. Im Jahr 1964 zog die Bauernheimer Schul-Oberstufe (Klassen 5–9) in die neue Dorheimer Mittelpunktschule um, wodurch nur die Grundschule (Klassen 1–4) zurückblieb. Bauernheim zahlte hierfür mit 21386,86 DM einen Beitrag von 4 % an den entstandenen Kosten der neuen Schule.
Im Herbst 1965 begann die Verlegung von Kanalisation und Wasserversorgung von der Dorn-Assenheimer Straße bis zum damals geplanten Neubaugebiet an der späteren Hoherodskopfstraße.
Ihre Bebauung begann 1967. 1966 wurde beschlossen, dass der Acker über der damaligen Schule als Bolzplatz für die Jugend hergerichtet werden soll. In dieser Zeit entstand auch der Bauernheimer Park. Dieser wurde von Erwin Miltenberger geplant und von Bauernheimern unentgeltlich in ihrer Freizeit nach und nach angelegt. Ab 1967 sollte Bauernheim sein Wasser zwar immer noch von Ossenheimer Wasserhochbehältern beziehen, doch kommt das Wasser jetzt aus dem Wasserwerk Inheiden und somit von der heutigen Oberhessische Versorgungsbetriebe AG.
Nachdem das alte Transformatorenhaus Ess Lischthäusi wegen Straßenbaumaßnahmen weichen musste, erfolgte im Frühjahr 1968 der Bau eines neuen Trafohauses neben der Schule.
Im Jahr 1968 wurde in Bauernheim der Bau einer Kleinkläranlage beschlossen, welcher aber nicht zustande kam, weil Bauernheim an der Kläranlage Friedberg angeschlossen werden sollte.
Im Dezember wurde ein Vertrag mit der Firma Baumhammel aus Frankfurt am Main geschlossen zwecks Einrichtung eines gewerblichen Betriebs in der Bauernheimer Gemarkung. Dadurch wurde das bis heute existierende Gewerbegebiet südwestlich Bauernheims an der Wetterbrücke begründet. 1970 wurde mit der Bebauung des oberen Teils der Hoherodskopfstraße begonnen.
Zu Beginn des neuen Schuljahres im September 1970 wurde die Bauernheimer Volksschule endgültig aufgelöst. Der Jahrgang 1970/71 war somit der erste, welcher in der Grundschule Dorheim eingeschult wurde. Danach ging die ehemalige Schule des Kreises in den Besitz der Gemeinde Bauernheim über. Hier sollten ein Kindergarten und ein Übungsraum für die Sportgemeinschaft geschaffen werden.
Die Bauernheimer Gemeindevertretung befasste sich mit hoher Priorität mit der Eingliederung in die Kreisstadt, nachdem Bürgermeister der Gemeinde Reinhold Höres und Bürgermeister der Kreisstadt Karl Raute Mitte November 1971 ein ausführliches Gespräch darüber führten. Da im Folgenden Sommer durch die gesetzliche Gemeinde- und Gebietsreform die Zwangseingemeindung drohte, versuchte man mit Eile noch davor freiwillig und geordnet sich der Stadt Friedberg anzuschließen. Das hatte den Vorteil, dass noch Vorteile für das Dorf in Aussicht waren.
Der nötige Grenzänderungsvertrag wurde bei der Gemeinderatssitzung vom 30. November 1971 einstimmig gebilligt. Seit dem 1. Januar 1972 ist die einst selbstständige Gemeinde Bauernheim ein Stadtteil der Kreisstadt Friedberg (Hessen). Damit war Reinhold Höres der letzte Bürgermeister der Gemeinde und der erste Ortsvorsteher des Stadtteils Bauernheim. Nach ihm wird 42 Jahre später (2014) eine neugebaute Straße am südlichen Ortsrand, parallel zur Ossenheimer Straße, benannt.

### Als Stadtteil von Friedberg ab 1972
Das alte Spritzenhaus, als Feuerwehrhaus mit Gemeindeverwaltung, wurde im Frühjahr 1972 abgebrochen. Die Baumaßnahmen des neuen Feuerwehrhauses wurden im Herbst desselben Jahres abgeschlossen. Damit erhielt die Freiwillige Feuerwehr zwei Fahrzeugstellplätze sowie einen eigenen Raum für Umkleide, Gemeinschaft und Seminare zugleich. Eine Toilettenanlage wurde 1975 angebaut.
Auf dem Platz, an der das alte Spritzenhaus stand, wurde eine Wartehalle für auf den Bus zur Brüder-Grimm-Schule Dorheim wartende Schüler errichtet.
Nach Abbruch des Spritzenhauses zog die Verwaltung in den Kellerraum des letzten Schulgebäudes um. Da deshalb die Gemeindekasse keinen Ort mehr zur Verfügung hatte, wurde später eine Zweigstelle der Friedberger Bank eingerichtet. Später gab es eine kleine zweckmäßig gebaute Hütte, in die eine Bank einzog. Dieses wenige Quadratmeter breite Gebilde bestand noch bis 2005, wenn auch verlassen, und wurde später abgerissen.
Zum Herbst 1973 wurde eine Zwischenwand im ehemaligen Schulsaal des heutigen Dorfgemeinschaftshauses entfernt, um der Tischtennisabteilung der Sportgemeinschaft Bauernheim Platz zu schaffen. Außerdem wurde im vorigen Geräteraum im Keller ein Dusch- und Umkleidebereich eingerichtet. Im Zuge der Eingemeindung wurde vom Ortsbeirat im März 1973 beschlossen, Straßennamen, die bereits in der Stadt Friedberg vorkamen, zu ändern. Daraus ergab sich folgende Änderungen: Friedberger Straße in Dorn-Assenheimer Straße, Hauptstraße in Beienheimer Straße, Höhenstraße in Hoherodskopfstraße, Schulstraße in Am Park.
Im Frühjahr 1974 wurde begonnen, den oberen Teil der Taufsteinstraße zu bebauen.
Der Verbindungsweg zwischen den Straßen: Hinter der Eller, Hoherodskopfstraße und Taufsteinstraße soll ab Oktober 1973 Bilsteinstraße heißen. Bei dem Ausbau der Kreisstraße vom „Kreuzbaum“ bis zur Beienheimer Straße im Jahr 1975 wurde die alte Wetterbrücke abgebaut und durch einen modernen Brückenbau ersetzt. Mit dem Jubiläumsjahr und der 1200-Jahr-Feier von Bauernheim im Jahr 1978 endet die genaue Niederschrift der Bauernheimer Dorfchronik.

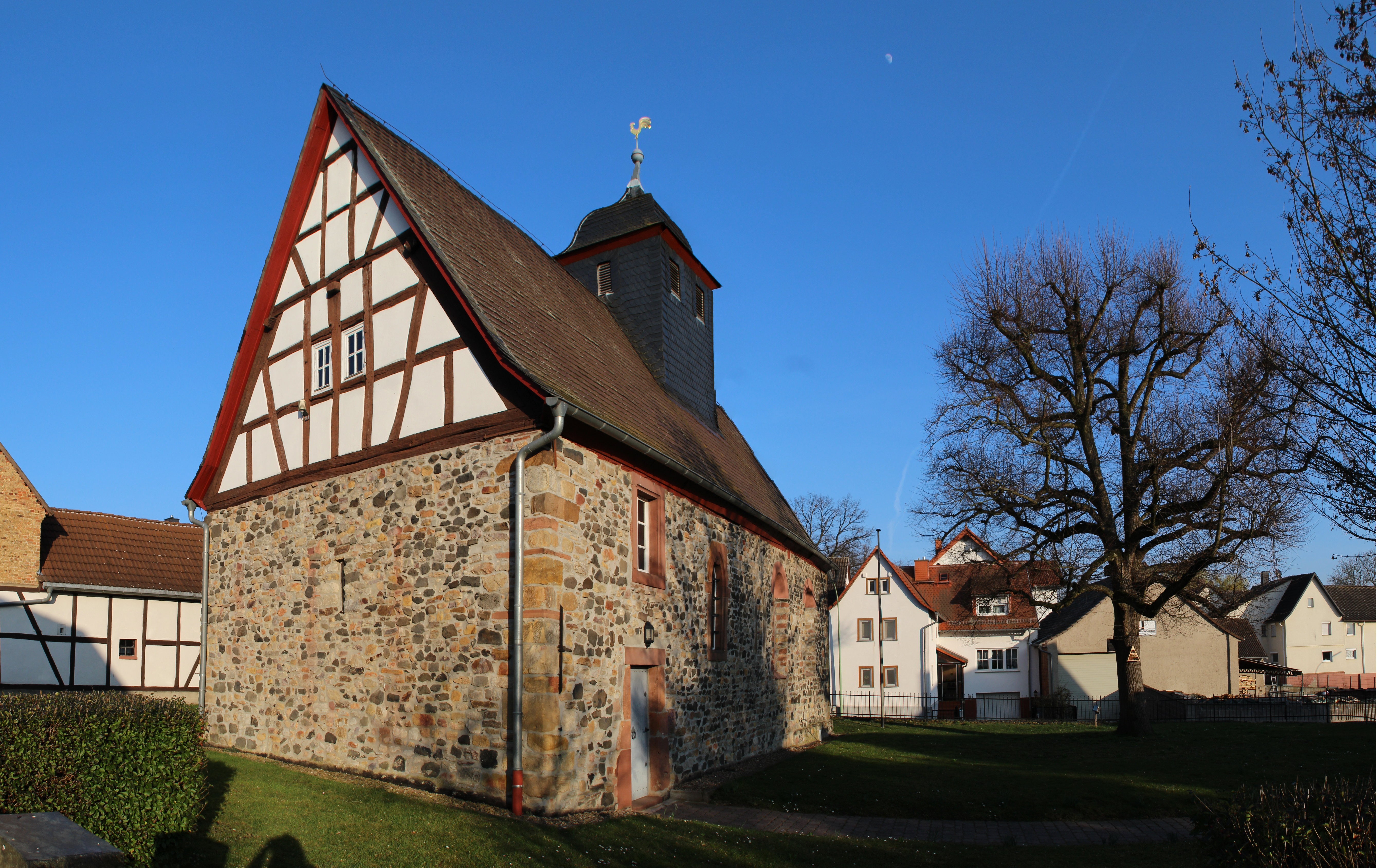
Kirche mit Kirchhof und Linde

Die evangelische Kirche Bauernheim hat schon um 900 bestanden. Bis 1844 wurde auf dem Kirchhof, der, wie das Wort schon sagt, um die Kirche lag, bestattet. Danach wurde ein neuer Friedhof angelegt. Auf dem Friedhof steht eine Trauerhalle.

### Verwaltungsgeschichte im Überblick
Die folgende Liste zeigt die Staaten und Verwaltungseinheiten, denen Bauernheim angehört(e):
- vor 1806: Heiliges Römisches Reich, Grafschaft Solms-Rödelheim, Amt Nieder-Wöllstadt
- ab 1806: Großherzogtum Hessen (Souveränitätslande),[Anm. 2] Fürstentum Oberhessen, Amt Nieder-Wöllstadt (zur Standesherrschaft Solms gehörig)
- ab 1815: Großherzogtum Hessen (Souveränitätslande), Provinz Oberhessen, Amt Nieder-Wöllstadt[10]
- ab 1821: Großherzogtum Hessen, Provinz Oberhessen, Landratsbezirk Vilbel[Anm. 3]
- ab 1823: Großherzogtum Hessen, Provinz Oberhessen, Landratsbezirk Butzbach
- ab 1829: Großherzogtum Hessen, Provinz Oberhessen, Verlegung und Umbenennung in Landratsbezirk Friedberg
- ab 1832: Großherzogtum Hessen, Provinz Oberhessen, Kreis Friedberg
- ab 1848: Großherzogtum Hessen, Regierungsbezirk Friedberg
- ab 1852: Großherzogtum Hessen, Provinz Oberhessen, Kreis Friedberg
- ab 1867: Norddeutscher Bund,[Anm. 4] Großherzogtum Hessen, Provinz Oberhessen, Kreis Friedberg
- ab 1871: Deutsches Reich, Großherzogtum Hessen, Provinz Oberhessen, Kreis Friedberg
- ab 1918: Deutsches Reich (Weimarer Republik), Volksstaat Hessen, Provinz Oberhessen, Kreis Friedberg
- ab 1938: Deutsches Reich, Volksstaat Hessen, Landkreis Friedberg[11][Anm. 5]
- ab 1945: Amerikanische Besatzungszone,[Anm. 6] Groß-Hessen, Regierungsbezirk Darmstadt, Landkreis Friedberg
- ab 1946: Amerikanische Besatzungszone, Land Hessen, Regierungsbezirk Darmstadt, Landkreis Friedberg
- ab 1949: Bundesrepublik Deutschland, Land Hessen, Regierungsbezirk Darmstadt, Landkreis Friedberg
- ab 1972: Bundesrepublik Deutschland, Land Hessen, Regierungsbezirk Darmstadt, Wetteraukreis, Stadt Friedberg[Anm. 7]

## Bevölkerung
Einwohnerstruktur 2011
Nach den Erhebungen des Zensus 2011 lebten am Stichtag dem 9. Mai 2011 in Bauernheim 654 Einwohner. Darunter waren 27 (4,1 %) Ausländer.
Nach dem Lebensalter waren 90 Einwohner unter 18 Jahren, 297 zwischen 18 und 49, 135 zwischen 50 und 64 und 132 Einwohner waren älter. Die Einwohner lebten in 285 Haushalten. Davon waren 84 Singlehaushalte, 81 Paare ohne Kinder und 87 Paare mit Kindern, sowie 24 Alleinerziehende und 12 Wohngemeinschaften. In 57 Haushalten lebten ausschließlich Senioren und in 195 Haushaltungen lebten keine Senioren.
Einwohnerentwicklung
| Bauernheim: Einwohnerzahlen von 1834 bis 2022 | Bauernheim: Einwohnerzahlen von 1834 bis 2022 | Bauernheim: Einwohnerzahlen von 1834 bis 2022 | Bauernheim: Einwohnerzahlen von 1834 bis 2022 | Bauernheim: Einwohnerzahlen von 1834 bis 2022 |
| --- | --------------------------------------------- | --------------------------------------------- | --------------------------------------------- | --------------------------------------------- |
| Jahr |                                               |                                               |                                               | Einwohner                                     |
| 1834 | 1834                                          |                                               | 146                                           | 146                                           |
| 1840 | 1840                                          |                                               | 181                                           | 181                                           |
| 1846 | 1846                                          |                                               | 173                                           | 173                                           |
| 1852 | 1852                                          |                                               | 186                                           | 186                                           |
| 1858 | 1858                                          |                                               | 237                                           | 237                                           |
| 1864 | 1864                                          |                                               | 251                                           | 251                                           |
| 1871 | 1871                                          |                                               | 210                                           | 210                                           |
| 1875 | 1875                                          |                                               | 195                                           | 195                                           |
| 1885 | 1885                                          |                                               | 215                                           | 215                                           |
| 1895 | 1895                                          |                                               | 185                                           | 185                                           |
| 1905 | 1905                                          |                                               | 213                                           | 213                                           |
| 1910 | 1910                                          |                                               | 219                                           | 219                                           |
| 1925 | 1925                                          |                                               | 226                                           | 226                                           |
| 1939 | 1939                                          |                                               | 237                                           | 237                                           |
| 1946 | 1946                                          |                                               | 357                                           | 357                                           |
| 1950 | 1950                                          |                                               | 352                                           | 352                                           |
| 1956 | 1956                                          |                                               | 302                                           | 302                                           |
| 1961 | 1961                                          |                                               | 268                                           | 268                                           |
| 1967 | 1967                                          |                                               | 338                                           | 338                                           |
| 1970 | 1970                                          |                                               | 402                                           | 402                                           |
| 1980 | 1980                                          |                                               | ?                                             | ?                                             |
| 1990 | 1990                                          |                                               | ?                                             | ?                                             |
| 2000 | 2000                                          |                                               | ?                                             | ?                                             |
| 2011 | 2011                                          |                                               | 654                                           | 654                                           |
| 2022 | 2022                                          |                                               | 734                                           | 734                                           |
| Datenquelle: Historisches Gemeindeverzeichnis für Hessen: Die Bevölkerung der Gemeinden 1834 bis 1967. Wiesbaden: Hessisches Statistisches Landesamt, 1968. Weitere Quellen: LAGIS; Zensus 2011; Wetteraukreis |                                               |                                               |                                               |                                               |

Konfessionsstatistik
| • 1961: | 192 evangelische (= 71,64 %), 73 katholische (= 27,24 %) Einwohner |

## Kultur und Sehenswürdigkeiten

### Freiwillige Feuerwehr Bauernheim

#### Rolle der Feuerwehr in Bauernheim
Bei einem so kleinen Dorf wie Bauernheim gilt die Feuerwehr, im Gegensatz zu vielen Städten oder gar größeren Orten, schon als wichtiger Kulturfaktor. In der Feuerwehr trifft man sich, es gibt Veranstaltungen und bei Anteilen an der Bevölkerung von zeitweise bis zu 26 % ist sie seit jeher ein wichtiger Bestandteil der Bauernheimer Gesellschaft.
Ein hohes Interesse und viel Nachwuchs in der Jugendfeuerwehr zeigt, dass auch heute noch die Feuerwehr im Ort präsent ist und deshalb auch Anerkennung und funktionsfähige Ausrüstung, sowie ein solides und normgerecht gebautes Feuerwehrhaus verdient.

#### Geschichte
Nach der Verkündigung des Brandschutzgesetzes am 19. Mai 1951 wurde die Freiwillige Feuerwehr Bauernheim mit 16 Freiwilligen am 11. Juli 1951 gegründet. Nach einem motivierenden Aufruf des damaligen Bezirksbrandinspektors bei einer Versammlung im Jahr 1957 erklärten sich 28 junge Männer bereit, der Feuerwehr beizutreten. Dadurch konnten zwei neue Löschgruppen gebildet werden.
Ihr erster Einsatz war ein Großbrand im Spätsommer 1958. Da die Bauernheimer Feuerwehr trotz Unterstützung den Brand kaum löschen konnte, wurde bald darauf eine zweite TS 8 angeschafft.
Im Folgejahr 1960 konnte für sie ein Tragkraftspritzenanhänger erworben werden. Dank einer Sonderbeschaffungsaktion des Hessischen Innenministeriums konnte am 2. September 1971 das erste Tragkraftspritzenfahrzeug (TSF) Bauernheims eingeholt werden. Im Frühjahr 1972 wurde das alte Spritzenhaus abgerissen und ein Jahr später durch ein Feuerwehrhaus ersetzt.
Durch eine Spenden- und Beitrittsaktion konnten im Jahr 1960 38 Zugänge registriert werden. Damit erhielt die Feuerwehr 66 Mitglieder und damit 26 % der Einwohner des Dorfes.
Durch eine ähnliche Aktion konnten 1972 22 Zugänge gezählt werden, sodass 1973 100 Leute Mitglieder waren. Am 1. Mai 1974 wurde die Jugendfeuerwehr mit 15 Mitgliedern gegründet.
Dank der verbesserten finanziellen Lage der Feuerwehr konnte im Herbst 1976 ein Volkswagen-Kleinbus erworben und dann zum Mannschaftstransportfahrzeug (MTF) umgerüstet werden.
Dieses MTF wurde 1981 durch ein ausgedientes Fahrzeug eines ortsansässigen Versorgungsunternehmens ersetzt. Dieses Fahrzeug wurde wiederum 1992 durch ein weiteres, neueres MTF ersetzt, welches im Jahr 2014 durch ein MTF der Marke Fiat Ducato III ersetzt wurde.

#### Einweihung des Feuerwehrhauses III
Am 21. Juni 2014 wurde das neue Feuerwehrhaus Bauernheims u. a. vom Bürgermeister der Kreisstadt Friedberg, dem Ortsvorsteher von Bauernheim, dem Wehrführer der Freiwilligen Feuerwehr Bauernheim eingeweiht und vom Pfarrer der evangelischen Kirchengemeinde Dorheim-Bauernheim gesegnet. Die Feier begann offiziell um 11 Uhr und wurde mit einem Festzug des Musikcorps Dorheim durch das Dorf eingeleitet. Zu diesem Anlass und zur Unterhaltung der Gäste kamen Feuerwehrfahrzeuge der Kernstadt (darunter Drehleiterfahrzeug, Einsatzleitwagen und andere) sowie Fahrzeuge des Katastrophenschutzes Hessen.
Zusammen mit den zum Teil neu angeschafften bzw. ersetzten Fahrzeugen der Feuerwehr Bauernheim standen sie hintereinander gereiht auf der neuen Reinhold-Höres Straße auf voller Straßenlänge.
Es gab musikalische Begleitung und stetige Versorgung mit Eintöpfen, Kuchen und Grillgut sowie diversen Getränken.
Zum Anlass der Einweihung wurden zudem ca. 25 Mitglieder des Vereins aufgrund ihrer langjährigen Mitgliedschaft geehrt.
Es gab auch die Möglichkeit zur Besichtigung von Feuerwehrhaus und -fahrzeugen.

#### Spritzenhaus I
Das alte Spritzenhaus war 1972 abgebrochen und in unbestimmter Zeit erbaut worden. Es bot Platz für frühere Handspritzen und später für Tragkraftspritzen samt Anhänger. Damals wurden die Anhänger durch die in dem örtlichen Gestüt beheimateten Pferde bewegt. In demselben Gebäude befanden sich auch die Gemeindeverwaltung, ein Lager und ein weiterer Raum, welcher zeitweise als Wohnung für den von außerhalb stammenden Bäcker diente. Das Spritzenhaus existierte in einer Zeit, in der Bauernheim nur um die 150 Einwohner hatte, weshalb seine Kapazität vorerst noch reichte. Das historische Gebäude besaß vermutlich auch einen Schlauchturm.

#### Spritzenhaus II
Im Jahr 1973 wurde in Bauernheim ein neues Feuerwehrhaus gebaut. Dies war erforderlich, da das rasante Wachstum der Häuser und Bevölkerung eine Vergrößerung der örtlichen Feuerwehr erforderlich machte. Das damals errichtete Gebäude war eine einzige Garage.
1982 wurde das Haus umgebaut, wobei eine Zwischenwand entfernt wurde, sowie der Boden gefliest, um die neuen Fahrzeuge unterbringen zu können. Erst im Jahr 1985 wurde es erweitert. Dadurch entstand ein Unterrichtsraum, welcher gleichzeitig als Umkleide dient. 1999 wurde es ein letztes Mal erweitert, um Platz für die technische Ausrüstung zu schaffen.

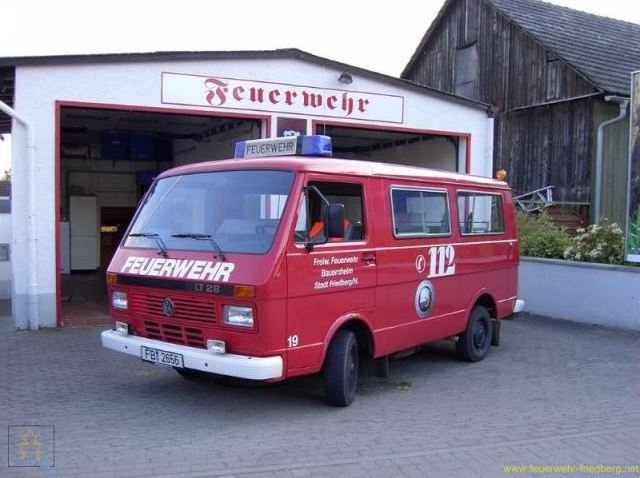
Zweites Feuerwehrhaus mit altem MTF davor

#### Spritzenhaus III
Das neue Feuerwehrhaus Baujahr 2014 übertrifft die Dimensionen des alten Gebäudes bei weitem. Das Gebäude besitzt nun drei Stellplätze, in dem auch größere Fahrzeuge Platz finden.
Die Fahrzeughalle ist mit modernen Lüftungsanlagen ausgestattet, was das Laufenlassen der Fahrzeuge in der Halle ermöglicht, ohne dass sich die Abgase im Gebäude verteilen. An ihr grenzt eine geräumige Herrenumkleide mit getrennter Damenumkleide. In einem daran anschließenden Gangsystem befinden sich Sanitärraume und ein Büro. Im Untergeschoss des an einem Hang gebauten Gebäudes befinden sich ein Gemeinschaftsraum mit Küchenzeile sowie ein Seminarraum. Insgesamt sind alle Säle im Vergleich zum alten Feuerwehrhaus sehr geräumig, modern und gut ausgestattet.
Der Hof vor der Feuerwehr wurde durch den weiter hinten angesetzten Bau ebenso vergrößert.
Dieser Platz und die geräumige Garage werden in Zukunft für Feste und Versammlungen wie zur Einweihungsfeier einen ausreichenden Raum bieten. Der Feuerwehrplatz bekam eine Fahnenstange, an der eine Werbefahne für die Feuerwehr als Hissfahne gehisst wurde.
Die alte außenstehende Einzelgarage wurde in die neue Feuerwehr übernommen und wurde neu gestrichen, sodass in das Farbbild des Feuerwehrhauses passt. Die Garage dient als Lager.
Da die Parkmöglichkeiten für die Feuerwehrleute auf der Dorn-Assenheimer Straße sehr begrenzt sind, wurden auf dem alten Feuerwehrplatz (an der rechten Seite des heutigen), Stellplätze für insgesamt fünf Pkw geschaffen. Der Platz ist umgeben mit einem Gürtel aus Grünanlagen.
Hinter dem Feuerwehrhaus befindet sich eine kleine Wiese.

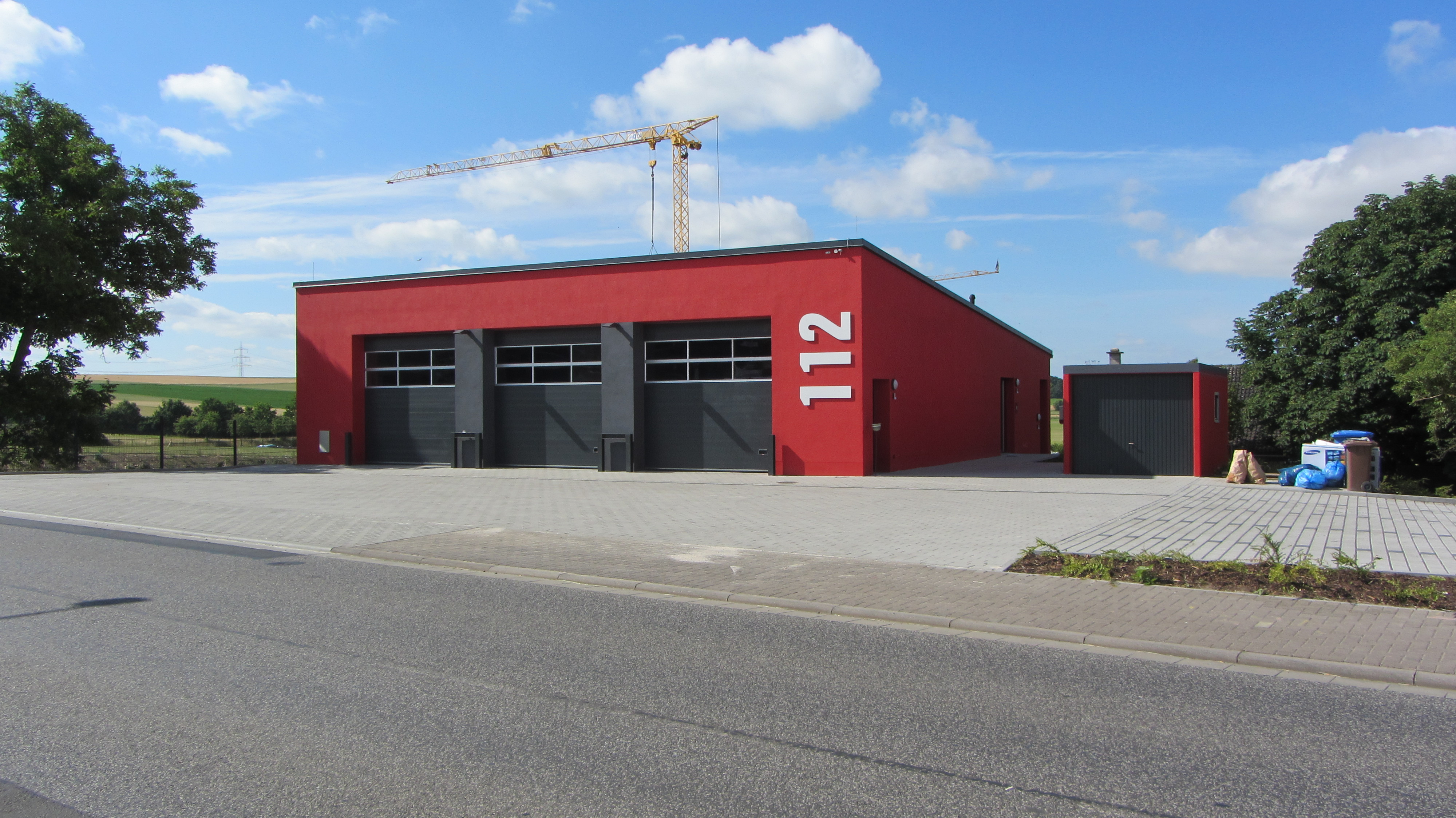
Neues Feuerwehrhaus

### Kulturdenkmäler
| Adresse                   | Beschreibung |
| ------------------------- | --- |
| Beienheimer Straße 3/5    | Quergeteiltes Fachwerk-Doppelhaus, vermutlich aus dem 16. Jahrhundert |
| Beienheimer Straße 6      | Doppelstöckiges Fachwerkhaus als Teil einer U-förmigen Hofanlage, vermutlich aus dem 17. Jahrhundert |
| Beienheimer Straße 22     | Evangelische Michaeliskirche, ältester Baubestand von ca. 1260 |
| Dorn-Assenheimer Straße 7 | Doppelstöckiges Fachwerkhaus, frühere Hofreite Höres, vermutlich aus dem 18. Jahrhundert aber heute bereits verfallen und abgerissen |
| Nebenstraße 8             | Doppelstöckiges Fachwerkhaus, vermutlich um 1700 erbaut |
| Gesamtanlage Bauernheim   | Da vor allem mittig der Beienheimer Straße Gebäude entweder grundlegend geändert oder gar abgerissen sowie ersetzt wurden, erstreckt sich die historisch wertvolle Gesamtanlage hauptsächlich im nördlichen und südlichen Bereich dieser ehemaligen Hauptstraße. |

### Sonstige Gebäude
Die ehemalige Volksschule, später Grundschule, erbaut 1955, wird heute als Dorfgemeinschaftshaus genutzt.

## Politik
Für Bauernheim besteht ein Ortsbezirk (Gebiete der ehemaligen Gemeinde Bauernheim) mit Ortsbeirat und Ortsvorsteher nach der Hessischen Gemeindeordnung.
Der Ortsbeirat besteht aus neun Mitgliedern. Bei den Kommunalwahlen in Hessen 2021 betrug die Wahlbeteiligung zum Ortsbeirat 57,57 %. Es wurden gewählt: sechs Mitglieder der SPD und drei Mitglieder des Bündnis 90/Die Grünen. Der Ortsbeirat wählte Alexander Hausner (SPD) zum Ortsvorsteher.

## Verkehr

### Straßenverkehr
Die Kreisstraße 171 durchzieht die Gemarkung und den Ort Bauernheim horizontal und liegt somit auch auf seiner Hauptstraße, der Dorn-Assenheimer Straße.
Sie verbindet schon seit längerem Bauernheim mit Dorheim und Friedberg sowie seit 1966 auch mit Dorn-Assenheim und dadurch über andere Straßen auch mit Ossenheim, Florstadt und Assenheim.

### Busverkehr
In Bauernheim gibt es insgesamt zwei Bushaltestellen. Die Haltestelle Bauernheim-Feuerwehr auf der Hauptstraße wird von der Linie FB-03 befahren und fährt Richtung Friedberg und Ortenberg. Die Haltestelle Bauernheim-Beienheimer Straße wird von der Buslinie 362 angefahren. Sie dient den Bauernheimer Kindern für den Schulweg zur Brüder-Grimm-Schule Dorheim.